# Лукинић Брдо
Лукинић Брдо је насељено место у општини Покупско, у Туропољу, Хрватска. До нове територијалне организације у Хрватској место је припадало бившој великој општини Велика Горица.

## Становништво
На попису становништва 2011. године, Лукинић Брдо је имало 343 становника.

## Попис1991.
На попису становништва 1991. године, насељено место Лукинић Брдо је имало 402 становника, следећег националног састава:
| Попис 1991.‍ | Попис 1991.‍ | Попис 1991.‍ | Попис 1991.‍ | Попис 1991.‍ |
| ----------- | ----------- | ----------- | ----------- | ----------- |
|             |             |             |             |             |
| Хрвати      | Хрвати      |             | 402         | 100%        |
| укупно: 402 |             |             |             |             |